# Википедија на бишнуприја-манипурском језику
Википедија на бишнуприја-манипурском језику је верзија Википедије на бишнуприја-манипурском језику, слободне енциклопедије, која данас има преко 25 000 чланака и заузима на листи Википедија 105. место.